# カメラ映像機器工業会
一般社団法人カメラ映像機器工業会（かめらえいぞうききこうぎょうかい、英語: Camera & Imaging Products Association、略称：CIPA）は、カメラメーカーなどで構成される社団法人。
日本写真機工業会の後継団体。Exif・PictBridge・デジタルカメラの二次電池消費の計測方法など、さまざまなカメラに関する標準化活動を行っている。